# Сен-Мишель-де-Ланес
Сен-Мише́ль-де-Лане́с (фр. Saint-Michel-de-Lanès) — коммуна во Франции, находится в регионе Лангедок — Руссильон. Департамент коммуны — Од. Входит в состав кантона Саль-сюр-л’Эр. Округ коммуны — Каркасон.
Код INSEE коммуны — 11359.

## Население
Население коммуны на 2008 год составляло 349 человек.
| 1962 | 1968 | 1975 | 1982 | 1990 | 1999 | 2008 |
| ---- | ---- | ---- | ---- | ---- | ---- | ---- |
| 260  | 302  | 250  | 228  | 232  | 283  | 349  |

## Экономика
В 2007 году среди 204 человек в трудоспособном возрасте (15—64 лет) 146 были экономически активными, 58 — неактивными (показатель активности — 71,6 %, в 1999 году было 78,1 %). Из 146 активных работали 130 человек (77 мужчин и 53 женщины), безработных было 16 (7 мужчин и 9 женщин). Среди 58 неактивных 15 человек были учениками или студентами, 13 — пенсионерами, 30 были неактивными по другим причинам.